# Oxelaëre
Oxelaëre är en kommun i departementet Nord i regionen Hauts-de-France i norra Frankrike. Kommunen ligger i kantonen Cassel som tillhör arrondissementet Dunkerque. År 2022 hade Oxelaëre 533 invånare.

## Befolkningsutveckling
Antalet invånare i kommunen Oxelaëre
| Referens: INSEE |